# 鬼聖胎
《鬼聖胎》（英語：Immaculate）是一部2024年美國心理恐怖電影，由麥克·莫翰執導，安德魯·洛貝爾（Andrew Lobel）編劇，席妮·史威尼擔任主演兼聯合監製，其他主演包括阿爾法羅·莫特、貝妮黛塔·波卡洛利、朵拉·羅曼諾、喬治歐·克蘭傑利和席夢娜·塔巴斯科。電影劇情重點放在一位虔誠信仰的年輕女子，被邀請住在一座風景如畫的義大利修道院，但慢慢意識到修道院隱藏著可怕的秘密。
《鬼聖胎》2024年3月12日在西南偏南首映，2024年3月22日由霓虹安排在美國院線上映。影評界的評價褒貶不一，但仍以正面佔主流，史威尼的表演獲得普遍讚譽。

## 演員
- 席妮·史威尼飾演瑟希莉亞（Cecilia）
- 阿爾法羅·莫特飾演薩爾·泰德斯基神父（Father Sal Tedeschi）
- 貝妮黛塔·波卡洛利（英语：Benedetta Porcaroli）飾演關修女（Sister Gwen）
- 朵拉·羅曼諾（義大利語：Dora Romano）飾演修道院院長
- 喬治歐·克蘭傑利（英语：Giorgio Colangeli）飾演樞機佛朗哥·梅羅拉（Cardinal Franco Merola）
- 席夢娜·塔巴斯科（英语：Simona Tabasco）飾演瑪麗修女（Sister Mary）

## 主題
本片探討了基因改造的主題，以及圍繞分娩和墮胎的辯論。導演麥克·莫翰在接受《Fangoria》雜誌採訪時講述了一則故事，他的家人在聽到反墮胎佈道後不再上教堂；但他認為本片無意傳達社會訊息。文章寫道：
雖然本片歸根結底是關於宗教機構強行分娩並索取女人身體的故事，已受到了網路上某些保守派人士的抵制，但莫翰並不在意。「我不認為這是個問題，反而這是一次必要的對話，如果一部電影能夠激發這種對話，那麼我們的工作就完成了。但我也想明確表示：我希望對話是由觀眾發起，不想讓外界看著我們然後說『注意那些社會正義戰士吧！』」莫翰似乎更願意讓《鬼聖胎》執行恐怖片的另一項重要使命：給人們留下終生的創傷。

## 製作
《鬼聖胎》的開發早在2014年啟動，劇本由安德魯·洛貝爾（Andrew Lobel）編寫，當時席妮·史威尼參與了首次試鏡。但該項目並未投入製作，身陷開發地獄。在2019年電視劇《高校十八禁》中取得要角後，史威尼購買了劇本版權，並與曾合作過電視劇《諸事不炫！》（2018年）及電影《偷窺者》（2021年）的莫翰接洽執導。莫翰表示，本片中的許多橋段受到自己天主教成長的啟發。
2022年10月，史威尼正式宣告參演，莫翰確定擔任導演，史威尼憑藉自己的五五十電影（Fifty-Fifty Films）公司而擔任監製。據莫翰所述，為更好滿足史威尼和觀眾的期望，劇本最初的演員陣容從高中女生改成了修女。2023年2月，阿爾法羅·莫特、貝妮黛塔·波卡洛利、朵拉·羅曼諾、喬治歐·克蘭傑利和席夢娜·塔巴斯科加入演出陣容。同月，電影在羅馬完成主要拍攝。

## 發行
2023年12月，霓虹獲得了《鬼聖胎》的美國發行權。電影2024年3月12日在西南偏南舉行世界首映，2024年3月22日在美國院線上映。

## 反響

### 票房
在美國和加拿大，《鬼聖胎》與《捉鬼敢死隊：冰封魅來》和《魔鬼深夜秀》一起上映，預計首映週末在2354家影院獲得約500萬美元的票房。本片首日票房為200萬美元，首映票房為530萬美元，排名當週票房排名第四，創下Neon史上最佳首映週末成績。

### 評價
《鬼聖胎》在爛番茄網站上根據148位影評人，新鮮度達71%，平均評分為6.4／10；該網站共識評論：「《鬼聖胎》構思完美，在執行上卻並非如此，所幸席妮·史威尼的精彩表演挽救了這場以宗教為主題的恐怖之旅。」根據39位影評人打分的Metacritic得分為57，代表「好壞參半或一般」的評價。據影院评分的民意調查，觀眾的口碑在A+至F間落於「C」，而PostTrak則調查出觀眾的好評度為52%，其中30%的人表示予以推薦。
《每日电讯报》的提姆·羅比（Tim Robey）給本片打了3星（滿分5星），並評論道：「席妮·史威尼對懷孕修女的恐怖需要時間來實現……可以說，《鬼聖胎》只有到了最後一刻，才向觀眾兌現了該有的期望。」《紐約時報》的馬諾拉·達吉斯（Manohla Dargis）將《鬼聖胎》列為影評人之選，表示「電影可謂一場驚悚盛宴，勇敢的女主角、敏感且扭曲的不敬以及模糊的敘事，足以讓觀眾有爭論的空間。」

## 外部連結
- 官方网站
- 互联网电影数据库（IMDb）上《鬼聖胎》的资料（英文）